# ФК Тисакечке
ФК Тисакечке (мађ. Gázszer Futball Club) је мађарски фудбалски клуб из Тисакечке, Мађарска. Клуб је основан 1950. године.Боје клуба су 
црна и жута. 

## Историја клуба
ФК Тисакечке је у првој мађарској лиги дебитовао у сезони 1997/98 и завршио на петнаестом месту. У плеј−офу је изгубио од ФК Трећи округ ТВЕ и тиме је отишао у другу лигу.
ФК Тисакечке је 1918. године добио новиг спонзора и почео је да носи опрему 2рул (2Rule), мађарског произвођаћа спортске опреме.
ФК Тисакечке је елиминисан у шеснаестини мађарског купа 2018/19  од стране ФК Хонвед укупни скор 1−2.

## Успеси клуба
- НБ 1:
  - Петнаесто место (1): 1997/98
- НБ 2:
  - Шампион (1): 1996/97
- НБ 3:
  - Шампион (1): 2017/18
  - Шампион (1): 1992/93
- Куп Мађарске у фудбалу:
  - Шеснаестина купа (1): 2018/19